# Urechis novaezealandiae
Urechis novaezealandiae (лат.) — вид морских червей из подкласса эхиурид (Echiura). В ископаемом состоянии неизвестен. Бентосное субтропическое животное. Обитает в юго-западной части Тихого океана у берегов Новой Зеландии. Безвреден для человека, не является объектом промысла. Охранный статус Urechis novaezealandiae не оценивался.